# 韓寇
韓寇，日語又稱，是古代朝鮮半島新羅人、高麗人針對日本的海盜行為的總稱。又稱「、新羅寇」，開始於8世紀。9~10世紀尤其盛行，主因為新羅衰落，導致朝鮮半島的動亂，新羅南部沿海的流民與海盜頻繁襲擊對馬甚至九州北部。其中有些為具相當人數、組織的大集團，故據懷疑有日本官府或有勢力的地方豪族參與其中。直至平安中期日本所謂的「高麗」是指渤海國，故朝鮮半島王氏高麗成立以後直至十一世紀中期，為示區別，仍使用「新羅(之賊)」的名稱。

## 記錄

### 弘仁韓寇
『日本紀略』弘仁四年（西元813年）三月十八日及前後的條目記載有五島、小値賀島（今長崎縣）的受侵擾事件。
811年十二月六至七日凌晨，一艘船於對馬佐須浦登岸，海上仍有二十餘艘新羅船隻。813年基肆軍團校尉於二月二十九日作如下報告：
一百一十名新羅人駕五艘船登上小近島，與當地人作戰，殺九人，擄一百人。
作為事後的對策，日本在對馬設置新羅語翻譯，以便審查每年大量渡至日本的商人、漂流者、移民、難民等新羅人集團。796年以來廢除的弩師也再次被設置。

### 弘仁新羅之亂
『紀略』弘仁十一年（820年）二月二十六日條目記述居住於遠江、駿河的七百餘歸化人（定居日本的新羅人）發動暴亂。
亂民「殺人焚屋」，搶劫伊豆國穀倉及船隻。二國軍人開始未能捕捉，後來從關東等地七國請求援兵，最終捕獲亂民。關於動機，據推測，歸化人雖分得口分田與一定生活費用，但因被認為圖謀在博多等地從事與本國從事非法交易，而被勒令移居日本東部，故產生怨恨。824年，所有归化日本的新罗人被迫迁移到更東方的陆奥国。
842年在曾任遠江守的強硬派藤原衛主導下，日本下令不再接受新羅人歸化，新羅前來貿易者也限於博多鴻臚館活動。

### 貞觀韓寇
866年發生肥前國基肄郡擬大領（郡司候補）山春永等人勾結新羅人，洩漏弩的製法，計畫襲擊對馬，但因計畫洩漏而未能成事。
『日本三代實錄』卷十六记载貞觀十一年（869年）六月十五日至十八年三月九日所發生的博多受侵擾事件及事後對策。
太宰府報告：上月（869年五月）二十二日夜，新羅海盜乘船二艘來至博多港，搶奪豐前年貢絹綿後立即逃竄。雖發兵追擊但最終未能捕獲。
對此，政府加強沿海諸郡的防備，並逮捕且放逐了作內應的新羅商人潤清等三十人，賞賜了勇射海盜的百姓五六人。之後，在新羅被捕的對馬獵人卜部乙屎麻呂通報了當地的嚴重情況，最終大宰府決定將治下所有的新羅人遷至陸奥，給予口分田使其定居。當時新羅建造大船鳴號進行軍事演習，據說是為了「伐取對馬島（870年二月十二日條目）」。當地的書記官獲得了「新羅國文書」，告發了潛伏於大宰少弐藤原元利万侶附近的內應。
日本朝廷加強弩師與守兵的配置，命對馬守小野春風等守衛當地，另一方面前往八幡、香椎、神功陵等神社祭祀上供，祈求神靈保佑，「日本乃神國，敵國之船不戰即沉沒」。

### 寬平韓寇
『日本紀略』『扶桑略記』寬平五年（893年）與六年的條目記載熊本、長崎、壹岐、對馬所受侵擾及反擊。
893年五月十一日大宰府發現新羅海盜。「新羅海盜於肥後國飽田郡殺人焚屋，由肥前國松浦郡遁去」。次年四月接到對馬島的受襲報告。九月五日對馬守文屋善友率數百郡兵以弩迎擊四十五艘船的海盜，據說射死二百餘人，捕獲一人。從俘虜口中得知新羅發生飢荒，都城亦不例外，故來搶奪穀絹。總共有船一百艘，約二千五百人。

### 長德入寇
『百鍊抄』長德三年（997年）十月一日、四年二月的條目記載九州所受擄掠及反擊。發動者『百鍊抄』記載為「高麗國人」，但『紀略』記載為南蠻海盜（即奄美島人）。筑前、筑後、薩摩、壹岐、對馬皆有侵擾報告，故被認為並非僅有奄美島人參與。擄数百人亦無前例。與寬平韓寇行為甚為相似。

## 影響
值得注意的是貞觀韓寇時的供奉祈願文體現了「日本為神國」和受神風保佑不戰而勝的思想。延喜三年七月隱岐國有神靈傳言，風傳神風將毀滅賊船。另有「蕞爾新羅，凶毒狼戻」「新羅人挾奸年久，凶毒未悛」等抨擊韓寇的言辭。
受害的地域對新羅人的反感高漲，承和元年（834年）發生了對在日新羅人的暴力事件，最終日本朝廷於842年宣布禁止新羅人歸化，以及限制通商的決定。
另外大宰府組織的海盜討伐促進了九州等地部分氏族武士的成長，以及受害區域航海民風的發展。朝鮮方面的各種史料沒有韓寇的記載，反而有記載倭人入寇。